# Jesse Carleton
Jesse Landis «Lee» Carleton (Cumberland, Maryland, 20 d'agost de 1862 - Saint Louis, 6 de desembre de 1921) va ser un golfista estatunidenc que va competir a finals del segle xix i primers del segle xx.
El 1904 va prendre part en els Jocs Olímpics de Saint Louis, on guanyà la medalla de bronze en la prova per equips del programa de golf, com a membre de l'equip United States Golf Association. En la prova individual quedà eliminat en setzens de final.